# Cima Pian Ballaur
Cima Pian Ballaur – szczyt w Alpach Liguryjskich. Leży we Włoszech w regionie Piemont. Szczyt można zdobyć ze schronisk: Rifugio Mongioie, Rifugio Ciarlo-Bossi, i Rifugio don Barbera w dolinie Tanaro oraz z Rifugio Havis De Giorgio i Rifugio Garelli w dolinie Ellero.